# Beodra
Beodra (szerbül Ново Милошево / Novo Miloševo) falu Szerbiában, a Vajdaságban, a Közép-bánsági körzetben, Törökbecse községben. Két település, Beodra és Karlova egyesülésével jött létre.

## Fekvése
Nagykikindától délnyugatra, Törökbecsétől északnyugatra, Bocsár, Basahíd és Töröktopolya közt fekvő település.

## Története

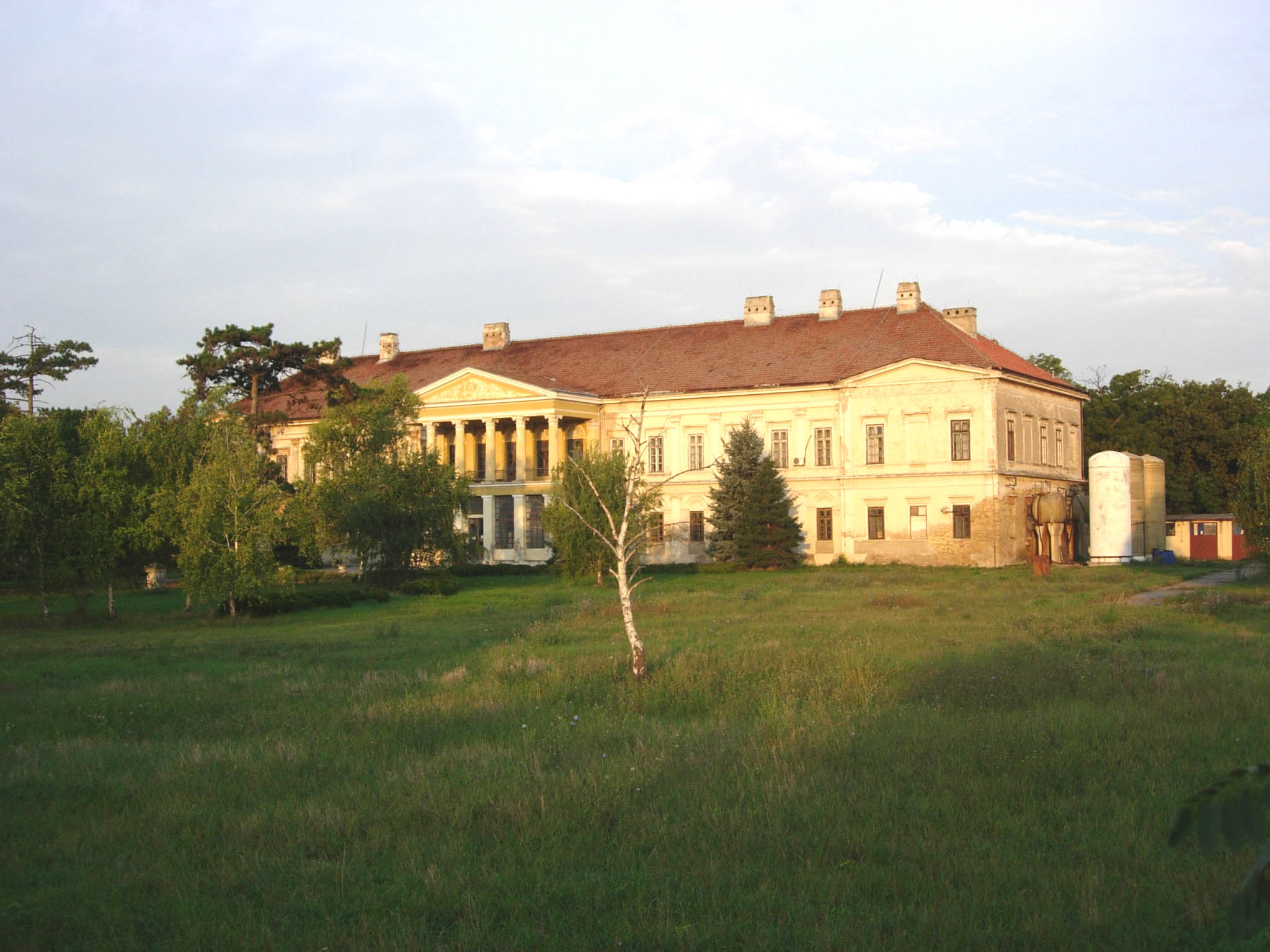
A Karátsony család egykori kastélya

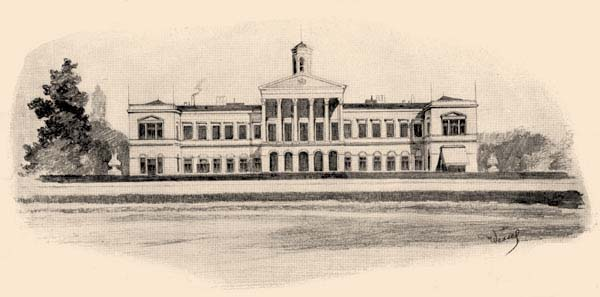
Beodra. Gróf Karátsonyi Jenő kastélya 1900 körül

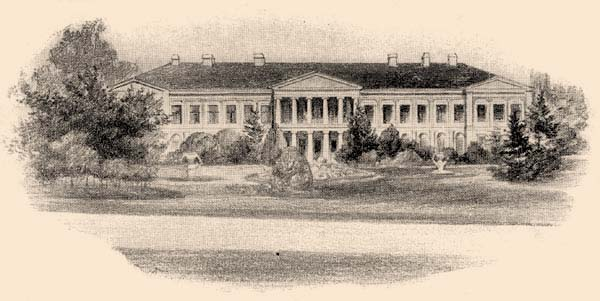
Beodra: Gróf Karátsonyi Andor kastélya 1900 körül

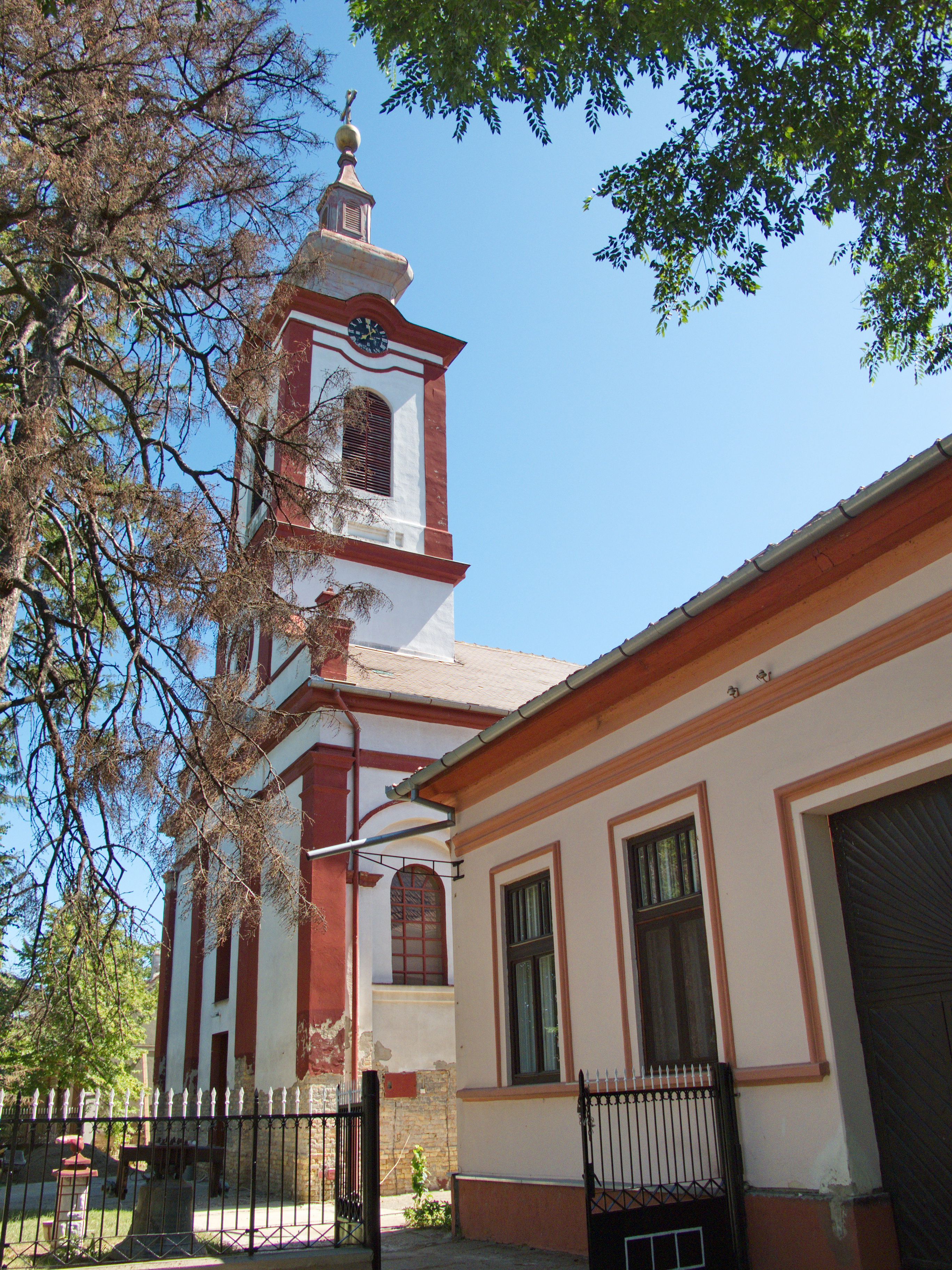
A szerb ortodox templom

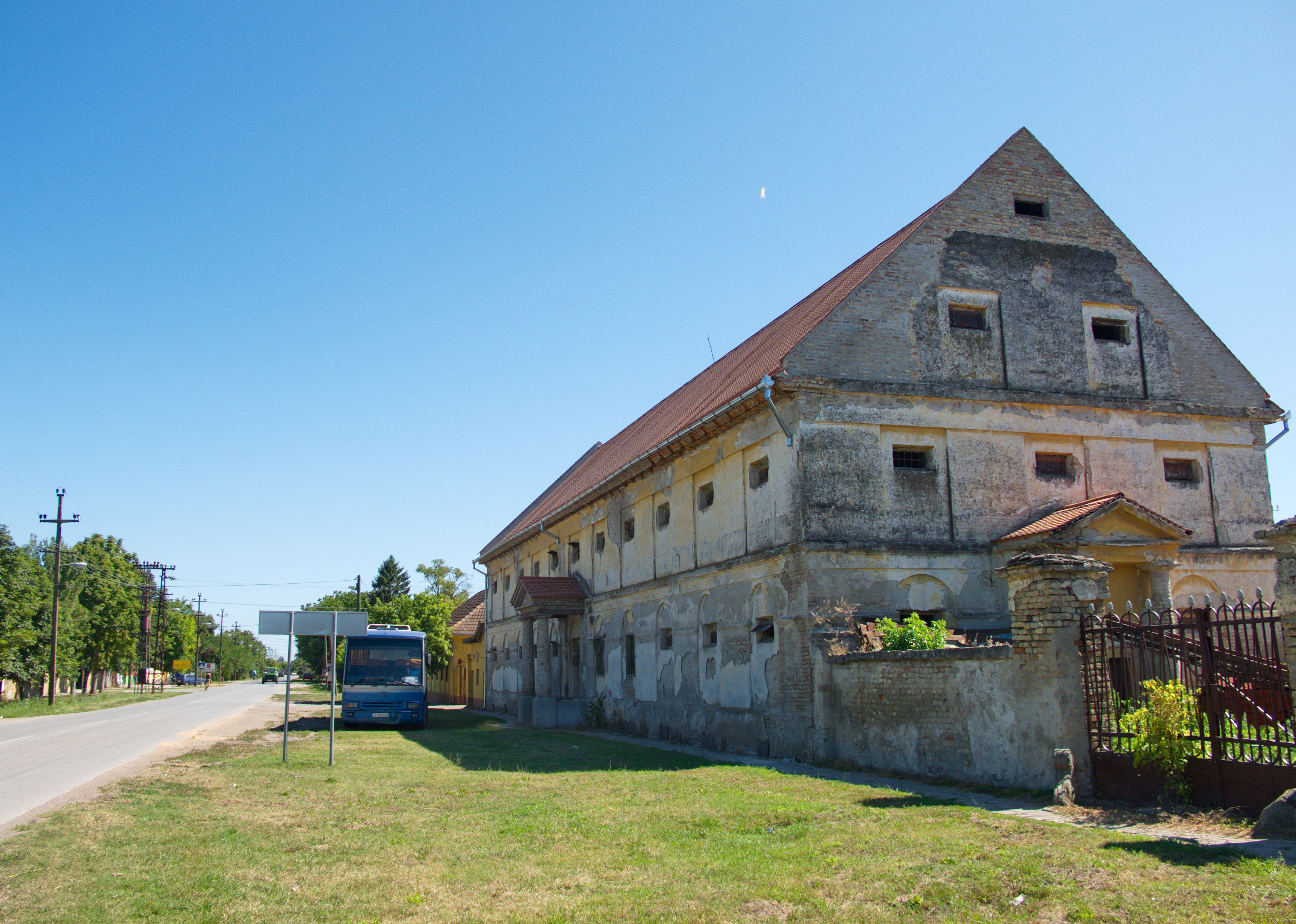
Magtár

Beodra nevét 1331-ben említették az oklevelekben Böldre (Beldre) néven. A 15. században több birtokosa is volt: 1414-1448. között a berekszói Hagymás családé, 1434-1451 a Beldrei Himfieké, később pedig a Dócziaké volt, akik 1482-ben Böldrén kívül Szentesen és Szeg településen is birtokosok voltak.
1461-ben és 1482-ben már két Böldre helység is létezett, melyek egyike Böldreszeg, a mai Karlova helyén volt.
1572-ben Telegdi Miklós birtoka volt, akitől testvére Mihály és annak leszármazottai örökölték.
Beodra a török hódoltság alatt is lakott maradt.
1695-ben Frigyes Ágost szász herceg seregét a Peadrán át akarta vezetni a török ellen, de a környező mocsarakon nem tudott átjutni, ezért kénytelen volt más utat választani.
A 18. század elején a település elpusztult, hiányzott az 1717-es összeírásból, és Mercy gróf, katonai kormányzó térképén is a lakatlan helységek között jelölték.
Később Aracs, Kerektó és Somogy településekről magyarok és szerbek telepedtek le itt, majd 1740 körül újabb szerb betelepülők érkeztek a faluba.
1781-ben Karátsonyi Bogdán vásárolta meg a kincstártól a beodrai uradalmat, 1794-ben, 1796-1805 között németek telepedtek le itt.
1805-ben mezőváros lett és évenként három országos vásár tartására is kiváltságot nyert.
1910-ben 4680 lakosából 1691 magyar, 598 német, 2325 szerb volt. Ebből 2240 római katolikus, 2364 görögkeleti ortodox, 53 izraelita volt.
A trianoni békeszerződés előtt Torontál vármegye Törökbecsei járásához tartozott, majd az új délszláv államhoz került.
1946-ban a magyar többségű falut összevonták a szomszédos szerb többségű Karlovával, és a közös település neve Miloš Klima kommunista partizán után Novo Miloševo lett.

### Akács-puszta
A település közelében feküdt Akács-puszta is, mely a középkorban Csanád vármegyéhez tartozott, eredeti birtokosa nem ismert. A 14. század első felében az örökös nélkül maradt birtok Károly Róbert királyra szállt, aki a birtokot Becsei Imre bácsi főispánnak és lévai várnagynak adományozta hűséges szolgálataiért.
1334-ben Becsei Imre fiainak Tőttösnek és Vesszősnek birtoka volt. Becsei Imre fiai a 14. század közepén a birtokot a Csanád nemzetségnek adták el, akik 1360-ban osztoztak meg ősi birtokaikon, Akács a Lőrinczfiaknak jutott.
1495-ben a Csanád nemzetségbeli Telegdy András Beodrai birtokrészét Bodófalvi Ferenc deáknak zálogosította el.
1508. május 22-én Telegdy István új adománylevelet kapott II. Ulászló királytól itteni birtokaira, és a Telegdyeké volt még 1568-1570-ben is.
1611-ben Báthory Gábor erdélyi fejedelem  Akácsot, mely akkoriban néptelen puszta volt, Egri Monojlónak adományozta.
1717-ben a becskereki kerületbe osztottak be a falut s ekkor az összeírás szerint, 13 házból állt. 1731-ben a falu lakosai rác hajdúk voltak, akik külön kapitány alatt álltak.
A török hódoltság után e vidéken útonállók, rablók telepedtek meg itt. Báró Engelshofen Ferenc Lipót (1742-53) az útonállók, s rablók eme fészkét katonai karhatalommal feloszlatta és lakosságát Beodrára telepítette át. Akács ekkor újra puszta lett.
1826-ban jászsági és nagykunsági magyarok telepedtek le a pusztára. Az 1890. évi népszámláláskor már feloszlott községként írták össze.

### Paktó puszta
Paktó (Pataktó) puszta is ide tartozott egykor.
1285-ben a Csanád nemzetségbeli Tamás birtoka volt. Károly Róbert király még 1319 előtt  elvette a hűtlenségbe esett Csanád nemzetségtől és a királyi birtokokhoz csatolta, 1319-ben pedig Lampert országbírónak adta cserébe, némely Temes vármegyei birtokokért.
A 14. században valószínűleg a kunok pusztították el, többé nincs adatunk róla.

### Akács-Szent-Miklós
Beodra határában feküdt egykor Akács-Szent-Miklós falu is, melyről 1323-ból van először adat, ekkor Becsei Imre birtoka volt, majd a Telegdyek birtoka lett.
1360-ban Lőrincz fiai Tamás és János birtoka volt.
1366-ban még említették, később azonban már nincs róla adat, valószínűleg árvíz következtében pusztult el és jobbágyai átköltöztek Akácsra.

## Népesség

### Demográfiai változások
| 1948 | 1953 | 1961 | 1971 | 1981 | 1991 | 2002 | 2011 |
| ---- | ---- | ---- | ---- | ---- | ---- | ---- | ---- |
| 9536 | 9356 | 9276 | 8548 | 7805 | 7309 | 6763 | 6020 |

## Nevezetességek
- Bűnbánó Szent Mária Magdolna római katolikus temploma 1838–1842 között épült
- Traktormúzeum (Muzej Žeravica)[4]
- Karátsony-kastély (nem látogatható)

## Külső hivatkozások
- Beodra hivatalos honlapja
- Karlova és Beodra története Archiválva 2012. október 9-i dátummal a Wayback Machine-ben
- Borovszky Samu: Magyarország vármegyéi és városai (1896-1914) Beodra